# Sanag
Sanag (in Somalo Sanaag; in arabo سناغ Sanāgh) è una regione della Somalia (53.374 km² 531.000 abitanti) con capoluogo Erigabo. È situata nello Stato del Somaliland, ma in realtà è oggetto di una disputa territoriale tra Somaliland, Puntland e Khatumo. In passato nella regione è sorto lo Stato autonomo del Maakhir, esistito tra il 2007 ed il 2009; inoltre dal 2008 al 2009 Sanag è stata reclamata dallo Stato autonomo del Northland, anch'esso non più esistente.

## Distretti della Regione del Sanag
Secondo la Repubblica della Somalia, prima del 1991 Sanaag era divisa in 5 Province e relative tribù dominanti (dopo il trattino):
- Baran - Uarsangheli o Uorsangheli
- Ceel Afwayn - Isaaq
- Egavo - Isaaq, Uarsangheli e Dulbahanta
- Dhahar - Uarsangheli
- Las Gorei - Uarsangheli

Secondo la Repubblica del Puntland, la regione di Sanag consiste in 10 province con Baran come capitale della regione. Il Governo Federale di Transizione riconosce anche il Puntland come uno Stato ufficiale così come le sue regioni e le sue province. Le province di Sanag sono:
- Erigavo - Uarsangheli e Dulbahanta
- Hadaaftimo - Uarsangheli
- Xingalol - Uarsangheli
- Dhahar - Uarsangheli
- Buran - Uarsangheli
- Xabasha Wacle - Uarsangheli
- Baran - Uarsangheli
- Las Gorei - Uarsangheli
- Kaladhacda - Uarsangheli
- Ceelbuh - Uarsangheli

Secondo la Repubblica del Somaliland, a partire dal Luglio 2002, Sanag era formalmente divisa in 10 province, valutati dalla "A" alla "D"; distretti graduati "D" erano limitati, poiché "i loro consigli distrettuali non possono essere eletti alle elezioni del primo governo locale, così come i loro confini non sono ancora stati delineati."
Così, sotto le elezioni del 2005 per la camera bassa del Parlamento, Sanag fu descritta come avente 6 distretti. Sotto la lista dei distretti di Sanaag ed i loro "Gradi":
- Erigavo (A) - Isaaq, Uarsangheli e Dulbahanta
- El-Afweyn (A) - Isaaq
- Baran (A) - Uarsangheli
- Las Gorei (A) - Uarsangheli
- Dhahar (A) - Uarsangheli
- Gar-adag (D) - Isaaq
- Xingalool (B) - Uarsangheli
- Ceelbuh (D) - Uarsangheli
- Buran (C) - Uarsangheli
- Hadaaftimo (C) - Uarsangheli